# أسلام أباد تنغ سة ريز (سررود الشمالي)
أسلام أباد تنغ سة ریز (بالفارسية: اسلام‌آباد تنگ سه‌ریز) هي قرية تقع في إيران في قسم سررود الشمالي الريفي. يقدر عدد سكانها بـ 180 نسمة .